# SIMPAC
SIMPAC은 대한민국의 기업이다. 본사는 인천시 부평구 부평북로 141에 위치해 있으며 대표이사는 최진식이다. 쌍용정공에서 현재로 사명으로 변경하였다.

## 투자
우진과 합작하여 (33.3%의 지분) 우진엔텍을 설립하였다.

## 참고문헌
1. ↑  서철인, 시장을 읽는 투자자의 눈으로 죽어 가던 기업 살렸다, 崔鎭植 (주)심팩 회장, 2011년 7월
2. ↑  성상우, '새내기주' 우진엔텍, '따따블' 진입 후 '숨고르기', 더벨, 2024-01-29